# مار مولگا
مار مولگا (نام علمی: Pseudechis australis) گونه‌ای از مارهای زهرآگین خانواده کفچه‌ماران است که بومی شمال، غرب و آلیس اسپرینگز استرالیا می‌باشد. مار مولگا بزرگ‌ترین مار زهرآگین خشکی‌زی در استرالیا است. با وجود نام رایجش در انگلیسی یعنی «مار قهوه‌ای پادشاه» (king brown snake)، این مار عضوی از سرده Pseudechis (مارهای سیاه) است و فقط از دور با مارهای قهوه‌ای واقعی (Pseudonaja) مرتبط است. نام رایج جایگزین آن «مار مولگا» است، اگرچه در زیستگاه‌های بسیاری جدا از مولگا زندگی می‌کند. این مار که برای اولین بار توسط جانورشناس انگلیسی جان ادوارد گری در سال ۱۸۴۲ توصیف شد، ماری تنومند با طول حداکثر ۳٫۳ متر است. ظاهر آن متغیر است، به طوری که نمونه‌های شمال استرالیا دارای قسمت‌های بالایی برنزه هستند، در حالی که نمونه‌های جنوب استرالیا قهوه‌ای تیره تا مایل به سیاه هستند. این مار گاهی با بافتی مایل به قرمز-سبز دیده می‌شود. فلس‌های پشتی آن دو رنگ هستند و گاهی ظاهری طرح‌دار به مار می‌دهند. قسمت زیرین آن کرم یا سفید است و اغلب دارای لکه‌های نارنجی است. این گونه تخم‌گذار است. این مار طبق اتحادیه بین‌المللی حفاظت از طبیعت، کمترین نگرانی در نظر گرفته می‌شود، اگرچه ممکن است با گسترش وزغ نیشکر کاهش یافته باشد.
زهر آن به اندازه دیگر مارهای خطرناک استرالیا قوی نیست، اما اگر در مقادیر کافی تزریق شود، همچنان می‌تواند اثرات شدیدی ایجاد کند. تأثیر اصلی آن بر روی بافت عضلانی مخطط است که باعث فلج کامل ناشی از آسیب عضلانی می‌شود و همچنین معمولاً بر لخته شدن خون (اختلال انعقاد خون) تأثیر می‌گذارد. اغلب، درد و تورم شدید، و به ندرت بافت‌مردگی، در محل گزش رخ می‌دهد. مرگ و میر ناشی از گزش این مار ثبت شده است که آخرین مورد آن در سال ۱۹۶۹ بوده است. قربانیان آن با پادزهر مار سیاه (نه مار قهوه‌ای) درمان می‌شوند.

## رده‌بندی

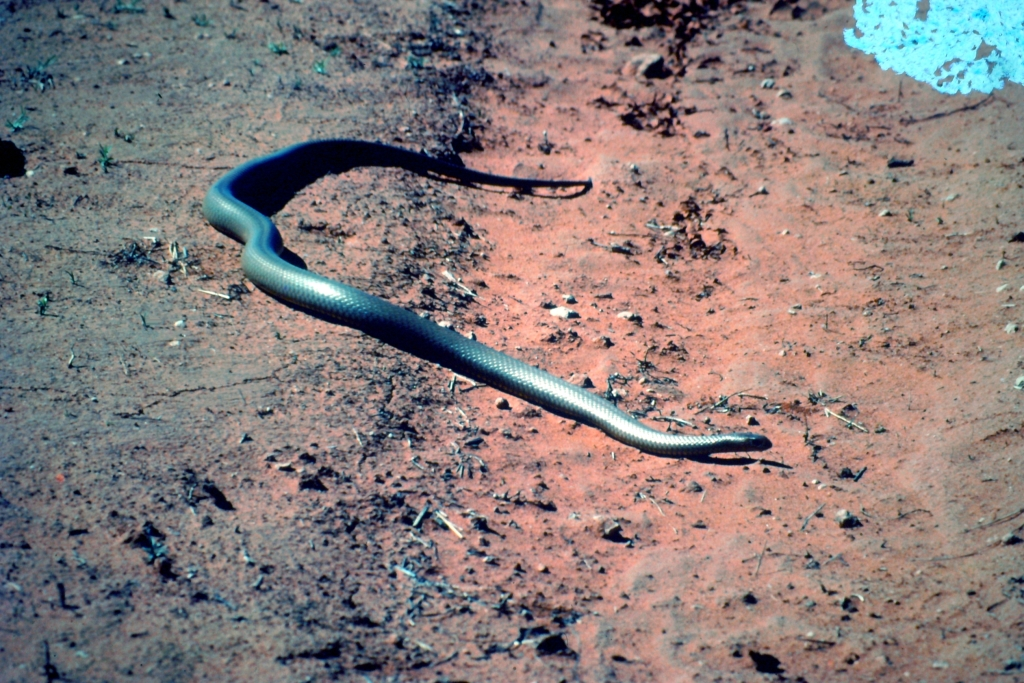
مار مولگا در کنار جاده نزدیک تیبوبورا

این گونه برای اولین بار توسط جانورشناس انگلیسی جان ادوارد گری در سال ۱۸۴۲ از نمونه‌ای که در پورت اسینگتون در قلمرو شمالی جمع‌آوری شده بود، توصیف شد. گری در نمونه حفظ‌شده خود تفاوت کمی با کبرای مصری (Naja haje) مشاهده کرد - به جز تنوع در صفحات چشمی - و نام Naja australis را به آن اختصاص داد. آلبرت گونتر از موزه بریتانیا با به دست آوردن نمونه دوم از کالج جراحان، قرابتی با گونه استرالیایی توصیف‌شده به عنوان Pseudechis porphyriacus تشخیص داد که منجر به ترکیب فعلی به عنوان Pseudechis australis در سرده مار سیاه Pseudechis شد.
طبیعت‌شناس اسکاتلندی-استرالیایی، ویلیام جان مک‌لی، در سال ۱۸۷۸، _Pseudechis darwiniensis_ را از یک نمونه باریک‌تر که فکر می‌کرد از _P. australis_ متمایز است، توصیف کرد. جانورشناس بلژیکی-بریتانیایی جرج آلبرت بولانگر در سال ۱۸۹۶ _P. cupreus_ را از نمونه‌ای که از رود مورای جمع‌آوری شده بود، توصیف کرد و _P. darwiniensis_ را از _P. australis_ بر اساس شکل پولک پیشانی تشخیص داد. جانورشناس اتریشی فرانتس ورنر در سال ۱۹۰۹ _Pseudechis denisonioides_ را از Eradu, Western Australia توصیف کرد. طبیعت‌شناس استرالیایی دونالد تامسون در سال ۱۹۱۴ جمجمه یک نمونه بزرگ با سر پهن را که از رودخانه East Alligator در آرنهم‌لند جمع‌آوری شده بود، به دست آورد و در سال ۱۹۳۳ آن را _Pseudechis platycephalus_ نامید. او این گونه را از _P. australis_ بر اساس داشتن دندان‌های کامی و بالی با شیارهای قدامی و داشتن برجستگی‌ها و تیغه‌های صاف روی پولک‌های پشتی تشخیص داد.
در سال ۱۹۵۵، روی مک‌کی، متخصص خزندگان استرالیایی، به این نتیجه رسید که چندین گونه که قبلاً توصیف شده بودند، مترادف با _P. australis_ هستند، با تشخیص اینکه این یک آرایه بسیار متغیر است. او اشاره کرد که _P. australis_ دارای پولک‌های پیشانی با شکل متغیر است و شیارهایی روی دندان‌های بسیاری از نمونه‌های _Pseudechis_ وجود دارد، بنابراین این ویژگی‌ها از گونه‌های جداگانه پشتیبانی نمی‌کنند. ریچارد دبلیو ولز و سی راس ولینگتون، متخصصان خزندگان استرالیایی، در سال ۱۹۸۵ _Cannia centralis_ را از یک نمونه ۱٫۳ متری که در ۸ کیلومتری شمال تننت کریک در سال ۱۹۷۷ جمع‌آوری شده بود، توصیف کردند و آن را بر اساس سر باریک از سایر گونه‌ها تشخیص دادند. با این حال، این تمایز توسط نویسندگان دیگر پشتیبانی نشد. دو گونه جدید و یک سرده جدید توسط ریموند هوزر، متخصص مارهای استرالیایی، در این مجموعه توصیف شده است - eastern dwarf mulga snake (_P. pailsei_) از نزدیکی مانت ایسا، کوئینزلند، استرالیا، و Papuan pygmy mulga snake (_P. rossignolii_)، که در گینه نو غربی یافت می‌شود. هوزر بعداً pygmy mulga snake (_P. weigeli_) را نیز احیا کرد (که در اصل توسط ولز و ولینگتون در سال ۱۹۸۷ به عنوان _Cannia weigeli_ توصیف شد). این توصیفات در ابتدا به دلیل سطح پایین شواهد ارائه شده در توصیفات اصلی با شک و تردید مواجه شد.
محقق پزشکی استرالیایی، استراون ساترلند، اشاره کرد که نام «مار قهوه‌ای پادشاه» یک مشکل است، زیرا سم آن توسط پادزهر مار قهوه‌ای خنثی نمی‌شود، که می‌تواند جان قربانیان گزش مار را به خطر بیندازد؛ او توصیه کرد که این نام و اصطلاح قدیمی «مار قهوه‌ای داروین» را کنار بگذارند و به جای آن از «مار مولگا» استفاده کنند. موضوع را پیچیده‌تر می‌کند، این واقعیت است که اصطلاح «مار قهوه‌ای پادشاه» به هر مار قهوه‌ای بزرگی اطلاق شده است. گلن شیا، متخصص مارهای استرالیایی، همچنین اشاره کرده است که «مار مولگا» نیز مشکلاتی دارد زیرا این گونه علاوه بر مولگا در طیف وسیعی از زیستگاه‌ها زندگی می‌کند. به این مار «کبرای پیلبارا» نیز گفته می‌شود. جانورشناس استرالیایی جرارد کرفت آن را مار قهوه‌ای شکم نارنجی نامید. در زبان Kaytetye language که در استرالیای مرکزی صحبت می‌شود، به آن atetherr-ayne-wene، «مرغ عشق-خوار» می‌گویند. اصطلاح «قهوه‌ای پادشاه» به اندازه بزرگ افراد در شمال و شمال غربی استرالیا اشاره دارد که می‌تواند بیش از ۳ متر طول داشته باشد؛ این بزرگ‌ترین و خطرناک‌ترین کفچه‌مار در آن مناطق است. در جنوب غربی استرالیا، جایی که این گونه تا ۲ متر طول دارد، به عنوان مار مولگای معمولی نیز شناخته می‌شود و آن را از مار مولگای خالدار _Pseudechis butleri_ متمایز می‌کند.

## توصیف

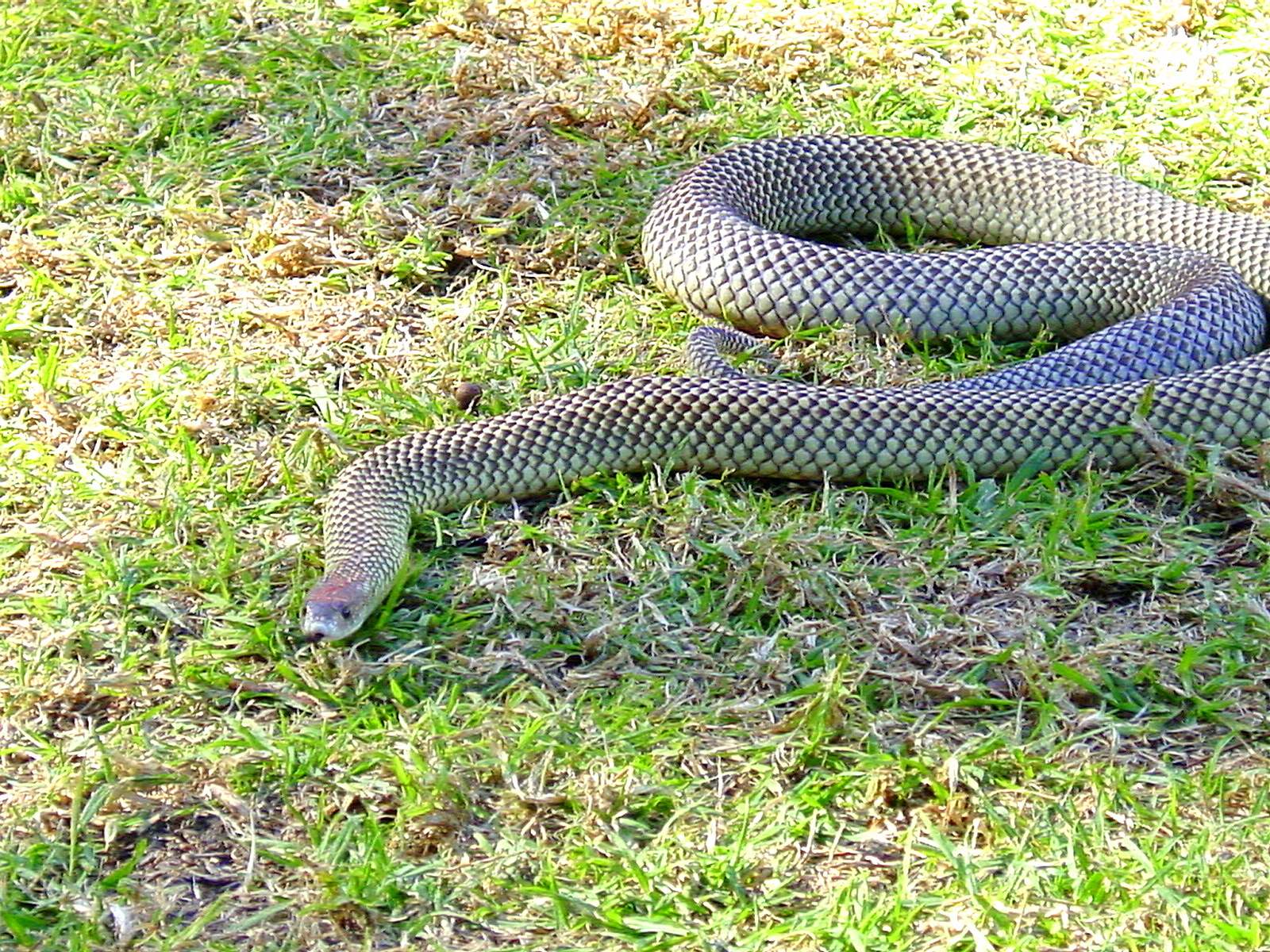
مار بالغ با پولک‌های برجسته دو رنگ که الگوی شبکه‌ای ایجاد می‌کنند.

مار مولگا، بزرگ‌ترین مار سمی استرالیا، می‌تواند به طول ۲ تا ۲٫۵ متر و وزن ۳ تا ۶ کیلوگرم برسد، و نرها حدود ۲۰٪ بزرگتر از ماده‌ها هستند. بزرگ‌ترین نمونه تأیید شده این مار به طول ۳٫۳ متر بوده است. این مار تنومند است، سر آن کمی پهن‌تر از بدنش است، گونه‌های برجسته و چشمان کوچکی با عنبیه‌های قرمز-قهوه‌ای و یک زبان تیره دارد. سر از بدن با یک گردن کمی مشخص شده است. پولک‌های روی قسمت‌های بالایی، پهلوها و دم دو رنگ هستند - زرد کم‌رنگ یا مایل به سبز در پایه و سایه‌های مختلف برنزه یا مسی، یا تمام سایه‌های قهوه‌ای از روشن تا مایل به سیاه به سمت عقب. این به مار یک الگوی شبکه‌ای می‌دهد. دم اغلب تیره‌تر است، در حالی که تاج همرنگ بدن است. شکم کرم، سفید یا صورتی است و می‌تواند دارای علامت‌های نارنجی باشد.
رنگ قسمت‌های بالایی و کناره‌های مارها در محدوده پراکنش آن‌ها متفاوت است. مارهای شمال استرالیا برنزه هستند، آن‌هایی که از بیابان‌های استرالیای مرکزی هستند دارای علامت‌های سفید برجسته‌ای روی هر پولک هستند که ظاهری طرح‌دار به آن‌ها می‌دهد، و آن‌هایی که از قسمت‌های جنوبی محدوده پراکنش آن‌ها هستند تیره‌تر هستند، حتی مایل به سیاه. در استرالیای غربی، مارهای قهوه‌ای پادشاه در جنوب خطی که از Jurien Bay, Badgingarra, New Norcia و Quairading می‌گذرد، به‌طور قابل توجهی تیره‌تر هستند.

## پولک‌ها
تعداد و نحوه قرارگیری پولک‌ها بر روی بدن مار عناصر کلیدی برای شناسایی گونه هستند. مار قهوه‌ای پادشاه دارای ۱۷ ردیف پولک پشتی در وسط بدن، ۱۸۵ تا ۲۲۵ پولک شکمی، ۵۰ تا ۷۵ پولک‌های زیردمی (همه بدون تقسیم، یا نمونه‌های قدامی بدون تقسیم و نمونه‌های خلفی تقسیم‌شده، یا همه تقسیم‌شده) و یک پولک مقعدی تقسیم‌شده است. پولک گیجگاهی-لبی و آخرین (ششمین) پولک بالای لبی (هر دو بالای دهان مار) در eastern brown snake (_Pseudonaja textilis_) به هم متصل شده‌اند اما در مار قهوه‌ای پادشاه از هم جدا هستند.
مار مولگا را می‌توان با مارهای قهوه‌ای از جنس _Pseudonaja_, olive python (_Liasis olivaceus_), water python (_Liasis fuscus_)، مار مولگای خال‌دار، یا coastal taipan (_Oxyuranus scutellatus_) در مناطقی که با هم زندگی می‌کنند، اشتباه گرفت.

## پراکندگی و زیستگاه
مارهای مولگا در تمام ایالت‌های استرالیا به جز ویکتوریا و تاسمانی یافت می‌شوند. این گونه در بخش‌هایی از ساحل کوئینزلند کمیاب یا ناپدید شده است. حد شرقی محدوده پراکنش آن از گلدستون در مرکز کوئینزلند شروع می‌شود و از جنوب از طریق گایندا، دالبی، وارومبونگلز، به سمت جنوب غربی به کندوبولین و اطراف بالرانالد و سپس به بندر پیری در استرالیای جنوبی می‌رسد. حد جنوب غربی محدوده آن از سدونا در استرالیای جنوبی، از غرب از طریق دشت نولاربور شمالی به کالگورلی، ناروگین و در دشت‌های ساحلی شمال پرت می‌گذرد.
مارهای مولگا در زیستگاه‌های متنوعی زندگی می‌کنند، از جمله جنگل‌ها، علفزارهای تپه‌ای، بوته‌زارهای چنوپود و بیابان‌های گیبر یا شنی که تقریباً بدون پوشش گیاهی هستند. با این حال، در بخش‌های خشک و نیمه‌خشک محدوده خود، مناطق مرطوب‌تری مانند آبراهه‌ها را ترجیح می‌دهند.
آنها اغلب در زیستگاه‌های تغییر یافته مانند مزارع گندم، توده‌های زباله و ساختمان‌های خالی مشاهده می‌شوند. برخی ممکن است در چاه‌های معدن و چاه‌های آب گیر بیفتند. تحقیقات میدانی در نزدیکی آلیس اسپرینگز نشان داد که آنها مناطقی را با علف بوفل (Cenchrus ciliaris)، یک علف هرز رایج معرفی شده در استرالیای مرکزی، ترجیح می‌دهند، احتمالاً به دلیل پوشش متراکم و همیشگی که فراهم می‌کند.

## رفتار
مار مولگا عمدتاً هنگام غروب فعال است و در اواسط روز و بین نیمه‌شب تا سپیده دم کمتر فعال است و به شکاف‌های خاک، لانه‌های قدیمی حیوانات، یا زیر صخره‌ها یا کنده‌ها پناه می‌برد. در ماه‌های گرم‌تر، فعالیت آن به بعد از غروب و عصر تغییر می‌کند. در سراسر محدوده پراکنش خود، در آب و هوای خنک‌تر در طول روز و در آب و هوای گرم‌تر در شب فعال‌تر است.

## زادآوری
فصل تولید مثل با نبرد کشتی گرفتن نرها آغاز می‌شود که هر کدام سعی می‌کنند دیگری را به زمین بزنند تا حق جفت‌گیری با ماده را داشته باشند. جفت‌گیری در اوایل بهار نیمکره جنوبی در جنوب غربی استرالیای غربی، اواسط بهار در شبه جزیره ایر، و با فصل مرطوب در شمال این کشور انجام می‌شود. این گونه تخم‌گذار است، با یک ادعای تأیید نشده از زنده‌زایی. ماده‌ها ۴ تا ۱۹ تخم می‌گذارند، به‌طور متوسط حدود ۱۰ تخم، ماده‌های بزرگتر تعداد تخم بیشتری می‌گذارند، معمولاً ۳۹ تا ۴۵ روز پس از جفت‌گیری. تخم‌ها حدود ۷۰ تا ۱۰۰ روز طول می‌کشد تا از تخم خارج شوند. دمای مناسب برای جوجه‌کشی بین ۲۲ تا ۳۲ درجه سانتیگراد (۷۲ و ۹۰ درجه فارنهایت) ثبت شده است. تخم‌ها به‌طور متوسط ۴۰٫۱ میلی‌متر (۱۵/۸ اینچ) طول و ۲۲٫۹ میلی‌متر (۷/۸ اینچ) عرض دارند و هر کدام ۱۳٫۱ گرم (۰٫۴۶ اونس) وزن دارند. طول مارهای نوزاد به‌طور متوسط ۲۲٫۶ سانتی‌متر (۸۷/۸ اینچ) و وزن ۹٫۴ گرم (۰٫۳۳ اونس) در هنگام بیرون آمدن از تخم است.
گزارش شده است که مارهای مولگا تا ۲۵ سال در اسارت زندگی می‌کنند.

## خوراک
مار مولگا یک شکارچی عمومی است و از قورباغه‌ها، مارمولک‌ها از جمله بزمجه‌های کوچک، سقنقورها، گکوها و مارمولک‌های اژدها، سایر مارها از جمله مارهای شلاقی، مارهای قهوه‌ای، مار درختی قهوه‌ای (Boiga irregularis), southern shovel-nosed snake (Brachyurophis semifasciatus), Gould's hooded snake (Parasuta gouldii) و crowned snake (Elapognathus coronatus)، پرندگانی مانند نوک‌خاری، و پستانداران کوچک مانند جوندگان و ستبردمان تغذیه می‌کند. و عنکبوت‌هایی مانند عنکبوت‌های کیف‌باف بدنام، عنکبوت‌های موشی و رتیل‌ها. گزارش شده است که این گونه از لاشه جاده و همچنین پوست‌های ریخته شده خزندگان دیگر تغذیه می‌کند و مشخص شده است که همنوع‌خواری می‌کند. نمونه‌هایی در اسارت مشاهده شده‌اند که مدفوع خود را می‌خورند. این مار فرصت‌طلب است و در مناطق مرطوب‌تر نسبت بیشتری از قورباغه‌ها را می‌خورد.
مارهای مولگا به سم وزغ نیشکر حساس هستند و پس از خوردن آنها مرده‌اند. با وجود این، تحقیقات میدانی قبل و بعد از ورود وزغ‌های نیشکر به دشت سیلابی رود آدلاید در قلمرو شمالی، کاهش تعداد مارهای مولگا را نشان نداد، اگرچه این می‌توانسته تصادفی باشد. جمعیت این گونه در حال حاضر در منطقه کاهش یافته بود.

## زهر
مار مولگا عامل ۴٪ از موارد شناسایی شده گزش مار در استرالیا بین سال‌های ۲۰۰۵ تا ۲۰۱۵ بوده است و هیچ مرگی ثبت نشده است. آخرین مورد مرگ ثبت شده در سال ۱۹۶۹ رخ داد، زمانی که یک مرد ۲۰ ساله هنگام برداشتن یک پاکت سیگار از زیر تخت خود در ثری اسپرینگز مورد گزش قرار گرفت. این مرد به مدت دو روز تحت درمان قرار گرفت و دو بار در روز تزریق پادزهر افعی‌های مرگبار، مار قهوه‌ای و مار ببری دریافت کرد، اما با وجود این مراقبت‌های پزشکی در عرض ۳۷ ساعت جان خود را از دست داد. این حادثه منجر به معرفی پادزهر مار سیاه پاپوآیی برای درمان گزش مار مولگا شد. قبل از این، یک مورد مرگ در اوایل دهه ۱۹۶۰ تأیید شده بود و یک مورد دیگر مشکوک بود. مارهای سمی معمولاً فقط زمانی که مزاحم شوند انسان‌ها را نیش می‌زنند. با این حال، اشاره شده است که مارهای مولگا افرادی را که در آن زمان خواب بودند گاز گرفته‌اند. علاوه بر این، تعداد قابل توجهی از قربانیان، مارگیر بوده‌اند. این موارد منجر به نسبت بالایی از گزش‌ها در اندام‌های فوقانی شده است. مار مولگا توسط سازمان جهانی بهداشت به عنوان یک مار با اهمیت پزشکی طبقه‌بندی شده است.
مار مولگا می‌تواند بارها گاز بگیرد و بجود تا قربانی را مسموم کند.  درد، تورم و آسیب بافتی قابل توجهی اغلب در محل گزش مار مولگا رخ می‌دهد. بافت‌مردگی موضعی نیز ثبت شده است. در سال ۱۹۹۸، فردی که ۹ تا ۱۲ بار روی بازویش گاز گرفته شده بود، نیاز به قطع عضو مسموم داشت. او بعداً گزارش داد که به‌طور ناگهانی تصمیم گرفته است با قرار دادن دست خود در کیسه‌ای که یک مار مولگا در آن قرار داشت و تحریک آن، خودکشی کند. یک مار مولگا بزرگ به‌طور متوسط ۱۸۰ میلی‌گرم زهر را در یک گزش تزریق می‌کند.
عوامل سمی اصلی زهر مار مولگا، میوتوکسین‌هایی هستند که برای ماهیچه‌های مخطط و سلول‌های کلیه خطرناک‌اند. اثرات سمی متناسب با مقدار زهر موجود در قربانی است. علائم غیراختصاصی مسمومیت شایع هستند و شامل تهوع و استفراغ، درد شکم، اسهال، عرق‌کردنعرق کردن عمومی و سردرد می‌شود. اختلال در لخته شدن (اختلال انعقاد خون) شایع است و با افزایش زمان نسبی ترومبوپلاستین (aPTT) قابل تشخیص است. علائم میوتوکسیسیته (آسیب عضلانی) شامل درد و ضعف عضلانی در حضور کراتین کیناز (CK) بالا است. زهر مار مولگا دارای برخی فعالیت‌های همولیز (پزشکی) است و برخی از بیماران به‌طور کوتاه مدت دچار کم‌خونی می‌شوند.
جزء اصلی زهر مار مولگا آنزیم‌های فسفولیپاز ای۲ هستند که اثرات متنوعی دارند و معمولاً در زهر مارها یافت می‌شوند. این پروتئین‌ها به دلیل حجم زیادشان در زهر، مستقیماً برای بافت عضلانی سمی هستند و غشاهای سلولی را تخریب می‌کنند و لیزوفسفولیپیدها (درگیر در لیز سلولی) و آراشیدونیک اسید (پیش‌ساز در پاسخ التهابی) را آزاد می‌کنند. زهر آنها می‌تواند منجر به رابدومیولیز شود. زهر مار مولگا با وجود داشتن تعدادی عامل با فعالیت فسفولیپاز A2، سمیت عصبی کمی از خود نشان می‌دهد.
این زهر دارای پروتئین‌های متعددی با فعالیت آنتی‌بیوتیکی است، از جمله دو L-amino-acid oxidase (LAO1 و LAO2) که فعالیت خود را در برابر باکتری بیماری‌زای _آئروموناس هیدروفیلا_ که معمولاً در قورباغه‌ها وجود دارد، نشان می‌دهند. همچنین سه protein isoform از ترانسفرین وجود دارد؛ ترانسفرین به آهن سرم (آهن (III)) متصل می‌شود که محیط را برای باکتری‌ها نامساعدتر می‌کند و از این رو اثر آنتی‌بیوتیکی دارد. سودکوتوکسین و سودسین دو پروتئینی هستند که کانال یونی دارای دروازه نوکلئوتیدی حلقویl، از جمله آن‌هایی که در گیرنده‌های نوری شبکیه و نورون های گیرنده بویایی وجود دارند، مسدود می‌کنند.
1. 1. درمان

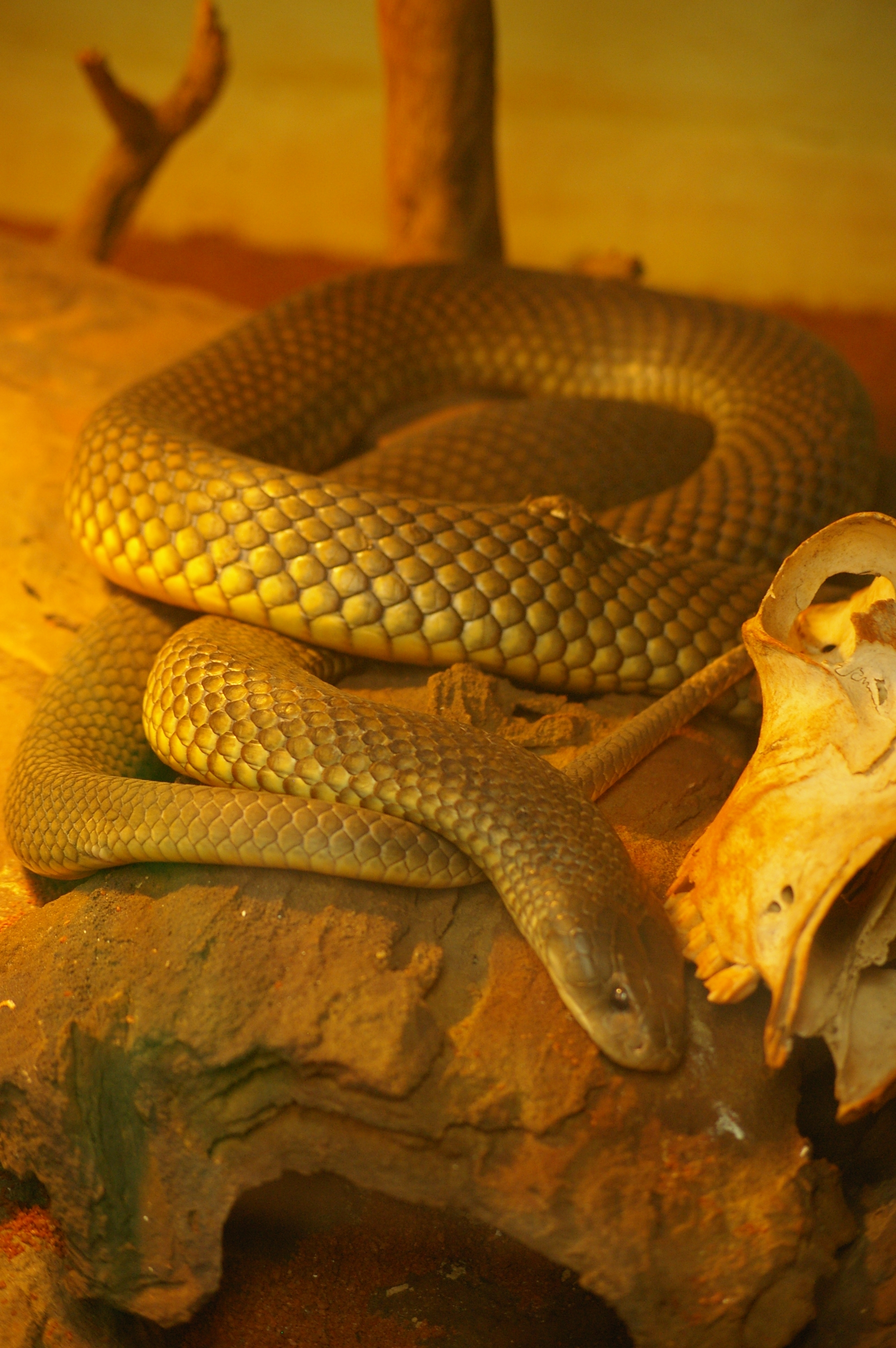
مار مولگا در Armadale Reptile Centre

درمان اولیه استاندارد برای هر گزش مشکوک از یک مار سمی، استفاده از بانداژ فشاری بر روی محل گزش است. قربانیان باید تا حد امکان کم حرکت کنند و به بیمارستان یا درمانگاه منتقل شوند، جایی که باید حداقل ۲۴ ساعت تحت نظر باشند. واکسن کزاز تزریق می‌شود، اگرچه درمان اصلی تجویز پادزهر مناسب است. پادزهر مار سیاه برای درمان گزش این گونه استفاده می‌شود. کریستوفر جانستون و همکارانش پیشنهاد می‌کنند در صورت مشکوک بودن به مسمومیت با مار مولگا، بلافاصله پادزهر تجویز شود، زیرا تأخیر بیش از دو ساعت از آسیب عضلانی در بررسی قربانیان گزش مار تحت درمان جلوگیری نکرده است. آنها اضافه می‌کنند که منطقی است فرض کنیم که اگر فردی که دچار گزش مار شده است aPTT بالا و علائم همولیز داشته باشد، مقصر مار مولگا است. شهاب رزوی و همکارانش اضافه می‌کنند که در صورت شدید بودن مسمومیت، ممکن است بیش از یک ویال پادزهر مورد نیاز باشد.

## در اسارت
مارهای مولگا به راحتی در استرالیا از طریق پرورش در اسارت در دسترس هستند. آنها به دلیل احتمال کم گاز گرفتن و سمیت نسبتاً کم زهرشان، نگهداری آسانی دارند، اگرچه مقدار زیاد تزریق شده بالقوه آن را خطرناک‌تر می‌کند.

## حفاظت و تهدیدات
مار مولگا طبق اتحادیه بین‌المللی حفاظت از طبیعت به عنوان کمترین نگرانی در نظر گرفته می‌شود. مارهای کوچک ممکن است توسط پرندگان شکاری خورده شوند. در مقابل، مارهای پیر اغلب به کنه آلوده می‌شوند.

## فرهنگ
Mutitjulu Waterhole در اولورو محل بین دو موجود اجدادی استرالیای مرکزی، کونیا (زن پایتون ووما) و لیرو (مرد مار مولگا) را مشخص می‌کند. در اینجا، کونیا با زدن چوب حفاری خود به لیرو، انتقام مرگ برادرزاده‌اش را که توسط لیرو با نیزه کشته شده بود، گرفت.
در میان قبیله Djambarrpuyngu از مردم یولنگو در شمال شرقی آرنهم‌لند، مار مولگا جد Ngurruyurrtjurr است و سرزمین مادری آن فلیندرز پوینت در آرنهم‌لند است.
مار مولگا که به عنوان «darrpa» برای مردم بومی شرق آرنهم‌لند شناخته می‌شود، از لحاظ تاریخی مسئول مرگ و میر در آنجا بوده است. درمان سنتی شامل گرفتن مار و تماشای خونریزی آن بود که ظاهراً باعث بهبودی قربانی می‌شد. اگر مار کشته می‌شد، قربانی آن نیز می‌مرد. یکی دیگر از درمان‌های محلی شامل دمیدن دود از طریق یک شاخه توخالی یا برگ نخل‌پیچ به سمت قربانی نشسته در کنار آتش کمپ بود. اگر دود شبیه «mali» یا شکل غیرمادی مار بود، آن شخص به عنوان قربانی یک «ragalk» (جادوگر) می‌مرد.
در سرزمین Kunwinjku در غرب آرنهم‌لند، مار مولگا به نام «dadbe» شناخته می‌شود. قبیله Kurulk در فصل مرطوب از یک محل رنگ سفید جمع‌آوری نمی‌کرد، زیرا آنها معتقد بودند که این مدفوع مار است و از خشم آن می‌ترسیدند.
Kurrmurnnyini یک تالاب و مجموعه پیچیده‌ای از رخنمون‌های ماسه‌سنگی در نزدیکی بورولولا در جنوب غربی گلف کانتری در قلمرو شمالی است. در اینجا موجود اجدادی مار مولگا - «balngarrangarra» در Gudanji و «ngulwa» در Yanyuwa - حدود ۱٫۵ کیلومتری شمال تالاب در خواب بود که توسط «ngabaya» - مردان روح اجدادی - آشفته شد. او با عصبانیت سنگ‌ها را گاز گرفت که آلوده و سمی شدند و به ابزاری برای «narnu‐bulabula» (جادوگری) تبدیل شدند. جادوگران محلی با قرار دادن یک تکه لباس قربانی احتمالی در سوراخی در صخره یا تیز کردن یک چوب و صدا زدن نام آنها در حالی که آن را در سطح صخره فرومی‌کردند، طلسم می‌کردند. قربانی سپس هلاک می‌شد. فقط مردانی که از جد مار مولگا هستند می‌توانند جادوگر باشند، اگرچه دیگران ممکن است آنها را استخدام کنند. مردم محلی از این مکان می‌ترسیدند و از آن اجتناب می‌کردند.
شخصیت اصلی فیلم «کروکودیل داندی» در سال ۱۹۸۶ یک مار مولگا را برمی‌دارد.

## یادداشت ها
1. ↑  Snakes of Medical Importance include those with highly dangerous venom resulting in high rates of morbidity and mortality, or those that are common agents in snakebite.[۳۲]